# Кужель, Александра Владимировна
Александра Владимировна Кужель (укр. Олександра Володимирівна Кужель; род. 4 июля 1953, Константиновка, Сталинская область) — украинский политик, народный депутат Украины II, VII и VIII созывов. Член Всеукраинского объединения «Батькивщина» с 2012 года.

## Биография
Отец — Долгоруков Владимир Маркович (1913—1974) — инженер, начальник цеха. Мать Мария Васильевна (1915—2001) — пенсионер.
Окончила Днепропетровский металлургический институт (1975) по специальности «Инженер-металлург». Работала инженером, младшим научным сотрудником кафедры экономики промышленности Запорожского индустриального института. В 1983 году там же получила второе высшее образование по специальности «Инженер-экономист». С 1990 по 1993 годы главный бухгалтер акционерного центра «Восток» в г. Запорожье (подробнее см.). С 1993 по 1994 годы — председатель правления, генеральный директор совместного украинско-канадского предприятия «Независимость».
В 1994 году избирается депутатом Верховной Рады Украины 2 созыва от Ленинского избирательного округа № 181 Запорожской области и заместителем председателя парламентской комиссии по вопросам экономической политики и управления народным хозяйством. в парламенте примкнула к Либеральной партии Украины (впоследствии была исключена).
20 июля 1995 года президент Украины Леонид Кучма назначил А. Кужель руководителем новообразованного Национального аудиторского комитета Украины. Она осталась при этом народным депутатом и совмещала законодательную работу с правительственными должностями до дня прекращения её депутатских полномочий в Верховной раде II созыва 12 мая 1998 года.
В конце 1997 года началась новая избирательная кампания. В Верховную раду III созыва А. Кужель баллотировалась сразу в одномандатном № 76 избирательном округе Запорожской области и многомандатном общегосударственном избирательном округе вторым номером в списке Партии защитников Отечества. Впрочем, на выборах 29 марта 1998 года в одномандатном округе она набрала лишь 18,11 % голосов, заняв 3-е место, а её политическая сила — 0,3 % голосов, и не прошла в парламент.
23 апреля 1998 года президент освобождает А. Кужель с должности председателя Национального аудиторского комитета Украины «в связи с переводом на другую работу» (впоследствии комитет был ликвидирован). В этот же день Л. Кучма назначает её на должность главы Государственного комитета Украины по вопросам развития предпринимательства.
В 1999 году защитила кандидатскую диссертацию на тему «Региональные программы поддержки предпринимательства на Украине: тенденции развития, методология, практика» (Совет по изучению продуктивных сил Украины НАН Украины) и стала кандидатом экономических наук.
10 января 2000 года в связи с реорганизацией учреждения А. Кужель переназначается на пост главы новообразованного Государственного комитета Украины по вопросам регуляторной политики и предпринимательства, где она работает до весны 2003 года.
На очередные парламентские выборы 31 марта 2002 года А. Кужель идёт № 71 в списке провластного Избирательного блока политических партий «За Единую Украину!». Блок получает 35 мандатов в Верховной Раде 4 созыва, а следовательно, А. Кужель не имеет перспектив попасть в законодательный орган.
26 апреля 2003 года Л. Кучма освобождает её от должности председателя Государственного комитета Украины по вопросам регуляторной политики и предпринимательства на основании решения Совета национальной безопасности и обороны Украины, согласно которому деятельность правительства по выполнению актов главы государства об усилении госконтроля за производством и оборотом спирта, алкогольных напитков и табачных изделий была признана неудовлетворительной.
12 мая 2003 года своеобразным политическим жестом в ответ становится её заявление в Центральную избирательную комиссию об отказе от баллотирования на выборах 2002 года по списку кандидатов в народные депутаты от блока «За Единую Украину». Центральная избирательная комиссия заявление удовлетворяет и отменяет решение о её регистрации как кандидата в депутаты.
В 2003—2004 годах А. Кужель является советником председателя Национального банка Украины Сергея Тигипко и занимает должность заместителя председателя политисполкома партии «Трудовая Украина», лидером которой был глава Нацбанка.
После отставки в январе 2004 года главы Государственного комитета Украины по вопросам регуляторной политики и предпринимательства Инны Богословской, «Трудовая Украина» высказывает намерение рекомендовать премьер-министру Виктору Януковичу внести представление президенту Л. Кучме о возвращении А. Кужель в учреждение. Впрочем, назначение не происходит.
Во время президентской кампании 2004—2005 годов А. Кужель работает в команде С. Тигипко, который в то время возглавлял избирательный штаб кандидата В. Януковича. Она не поддерживала и, по собственному признанию, не была сторонницей Оранжевой революции и агитировала голосовать за Януковича.
7 декабря 2005 года премьер-министр Украины Юрий Ехануров назначает А. Кужель, как президента аналитического центра «Академия», членом Совета предпринимателей Украины при правительстве. Однако уже 13 декабря 2006 года Совет ликвидируется.
В 2006 году Кужель работает советником городского головы Киева Леонида Черновецкого по вопросам предпринимательства. Однако ей не удаётся найти общий язык с его «молодой командой» и она быстро уходит с этой должности.
28 марта 2007 года, в самый разгар формирования «Коалиции тушек», премьер-министр Украины В. Янукович назначает А. Кужель заместителем Министра регионального развития и строительства Украины по связям с Верховной Радой Украины и другими органами государственной власти.
18 декабря 2007 года премьер-министром становится Юлия Тимошенко. Кужель подаёт в отставку с должности заместителя министра на основании абзаца второго части второй статьи 31 Закона «О государственной службе» (принципиальное несогласие с решением государственного органа или должностного лица, а также этические препятствия для пребывания на государственной службе). Её отставка принимается.
И хотя по словам самой А. Кужель, в 2008 году она «жесточайше боролась с Юлией Тимошенко», последняя 21 января 2009 года назначает её председателем Государственного комитета Украины по вопросам регуляторной политики и предпринимательства, а позднее также и своим советником. Сразу после назначения на руководящую должность в правительстве Тимошенко, А. Кужель, которая в то время была членом Партии регионов, заявила, что не собирается покидать ряды партии, поскольку считает, что её новая должность не является политической. В то же время, в самой Партии регионов высказали намерение дать оценку заявлениям и действиям члена своей политической силы. 9 июня 2009 года политсовет Партии регионов на своем заседании исключает А. Кужель из состава членов партии.
После победы В. Януковича на выборах Президента Украины в 2010 году А. Кужель выражает готовность работать и в новом правительстве. Впрочем, ей отказывают в продлении срока пребывания на государственной службе и оставлении в должности. 17 марта 2010 года премьер-министр Николай Азаров увольняет А. Кужель с должности председателя Государственного комитета Украины по вопросам регуляторной политики и предпринимательства.
25 мая 2010 года А. Кужель становится заместителем председателя партии «Сильная Украина» С. Тигипко и идёт на выборы депутатов Верховного Совета Автономной Республики Крым первым номером в списке Крымской республиканской организации этой политической партии.
На местных выборах 31 октября 2010 года «Сильная Украина» получает два депутатских мандата и А. Кужель становится депутатом Верховного Совета Автономии шестого созыва.
16 августа 2011 года С. Тигипко заявляет о слиянии «Сильной Украины» с Партией регионов. Однако А. Кужель отказывается вновь вступать в Партию регионов. 24 октября 2011 году она жёстко выступает на съезде партии, заявляет о своей отставке с должности и намерениях создания нового общественного проекта.
В начале 2012 года она публикует список «депутатов-тушек», которые «предали своих избирателей». Однако, принимая во внимание, что в течение политической карьеры она много раз меняла те силы, которые приводили её к властным должностям, по всем признакам и сама А. Кужель подпадает под определение «тушка». В конце концов, с 23 марта 2012 года она также становится внефракционным депутатом в Верховном Совете Крыма.
В марте 2012 года средства массовой информации распространили информацию о возможном участии А. Кужель в выборах городского головы Киева. Однако сам вопрос проведения этих выборов в 2012 году решён не был.
30 июля 2012 года партийный съезд Всеукраинского объединения «Батькивщина» утвердил списки кандидатов в народные депутаты Украины на выборах 28 октября 2012 года. А. Кужель в списке «объединённой оппозиции» получает 22 место.

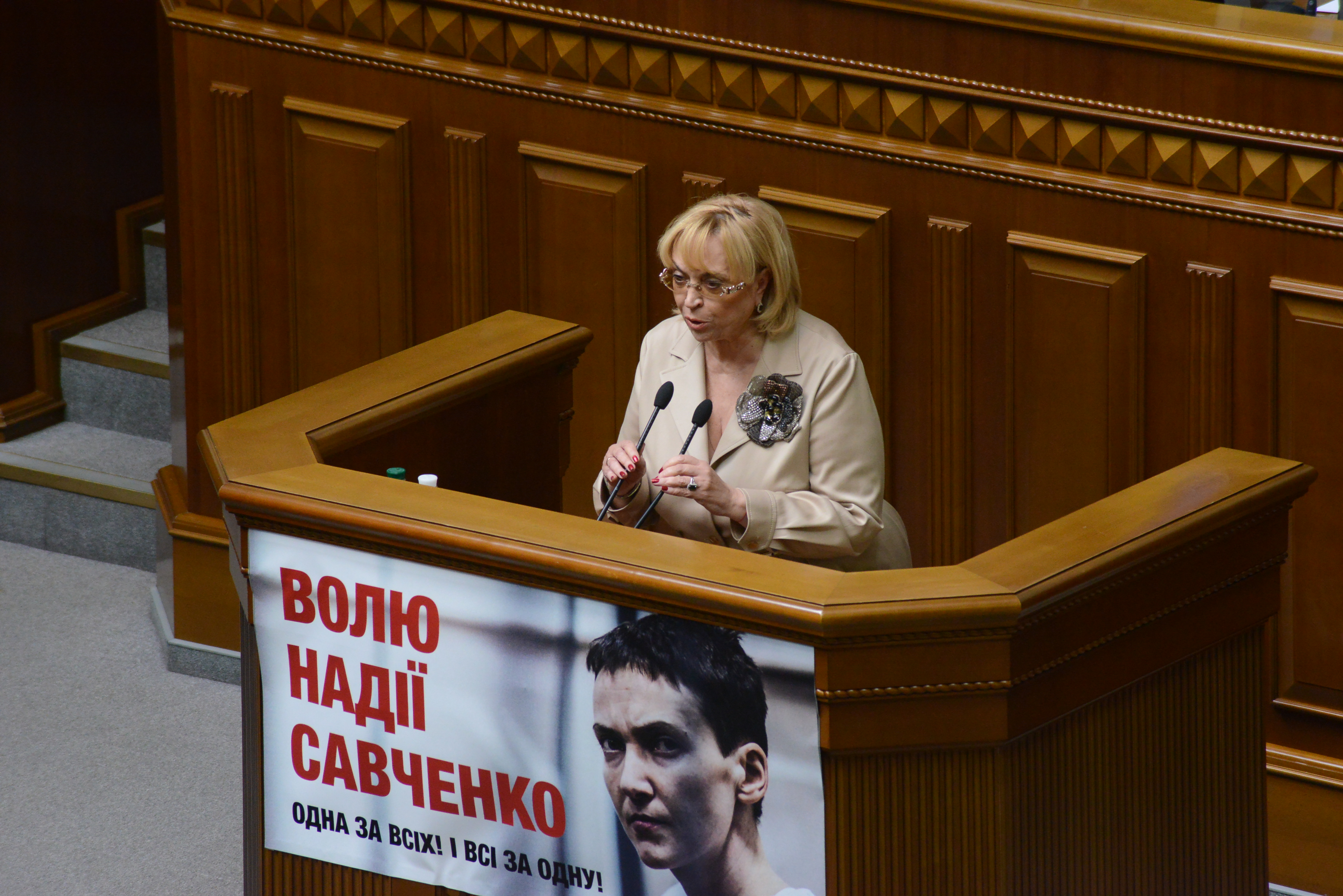
Александра Кужель во время выступления с трибуны Верховной рады Украины в 2015 году

С 12 декабря 2012 года — народный депутат Украины 7-го созыва. Председатель Комитета Верховной Рады по вопросам предпринимательства, регуляторной и антимонопольной политики, член Счётной комиссии.
1 ноября 2018 года были введены российские санкции против 322 граждан Украины, включая Александру Кужель.

## Конфликт с депутатом Тетеруком
5 ноября 2015 года случился конфликт между депутатом Верховной Рады Украины Андреем Тетеруком (заместитель главы фракции «Народный фронт») и Александрой Кужель. Конфликт который начался ещё в сессионном зале, далее продолжился в кулуарах, где возникла драка с участием Тетерука, Кужель и иных депутатов из фракции «Батькивщина». По словам присутствовавших депутатов «Батькивщина», Тетерук оскорбительно высказывался в адрес членов фракции «Батькивщина», грубо оскорбил лично Кужель. Как утверждает Александра Кужель в ходе драки депутат Тетерук нанёс ей удар по голове стеклянной бутылкой. Врачи скорой помощи диагностировали сотрясение мозга и госпитализировали Александру Кужель.

24 ноября Кужель отозвала своё заявление в правоохранительные органы относительно её избиения.

## Семья
Два брака. Второй муж — Александр (1958). От первого сын Дмитрий (род. 1974), от второго — сын Никита (род. 1987). Есть три внучки и внук.

## Награды
- Орден княгини Ольги III степени
- Заслуженный экономист Украины (5 марта 1997)
- Орден преподобного Нестора Летописца Украинской православной церкви.
- Наградное оружие — пистолет «Форт-9» (21 мая 2014)[43].

## Видеоматериалы
- А.Кужель. Добыча сланцевого газа-национальная измена!